# Усть-Орот
Усть-Орот (рос. Усть-Орот) — село Кіжингинського району, Бурятії Росії. Входить до складу Сільського поселення Нижньокодунський сомон.
Населення — 622 особи (2015 рік).